# Cyrulik

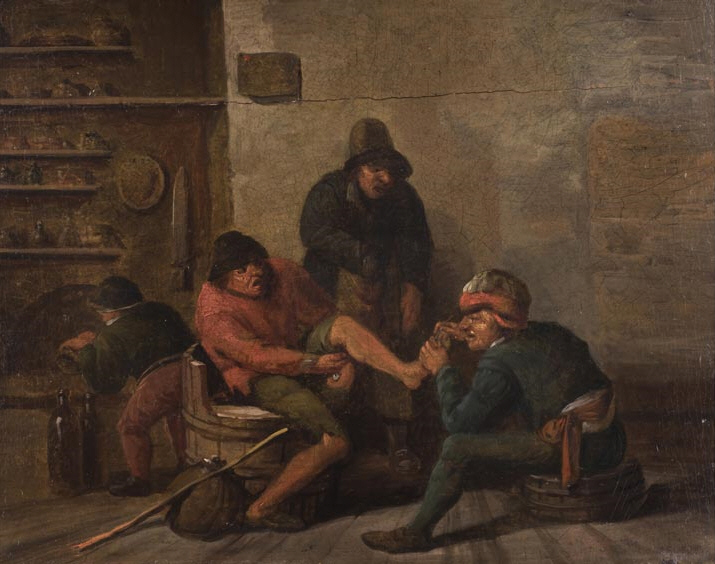
Pacjent z nagniotkiem u cyrulika

Cyrulik, balwierz, chirurg, felczer (łac. barbarius) – osoba, która dawniej zajmowała się zawodowo między innymi goleniem, kąpaniem, rwaniem zębów, nastawianiem złamań, puszczaniem krwi, a także nieskomplikowanymi operacjami i leczeniem lekkich chorób. Bardziej skomplikowanymi chorobami zajmowali się wykształceni na uniwersytetach medycy, natomiast balwierze wykorzystywali wiedzę ludową i doświadczenie. 
Balwierze mieli prawo wywieszania miednic, czyli znaku swojego cechu.  